# Oidaematophorus mineti
Oidaematophorus mineti là một loài bướm đêm thuộc họ Pterophoridae. Nó được biết đến ở Madagascar.